# Kurt M. Campbell

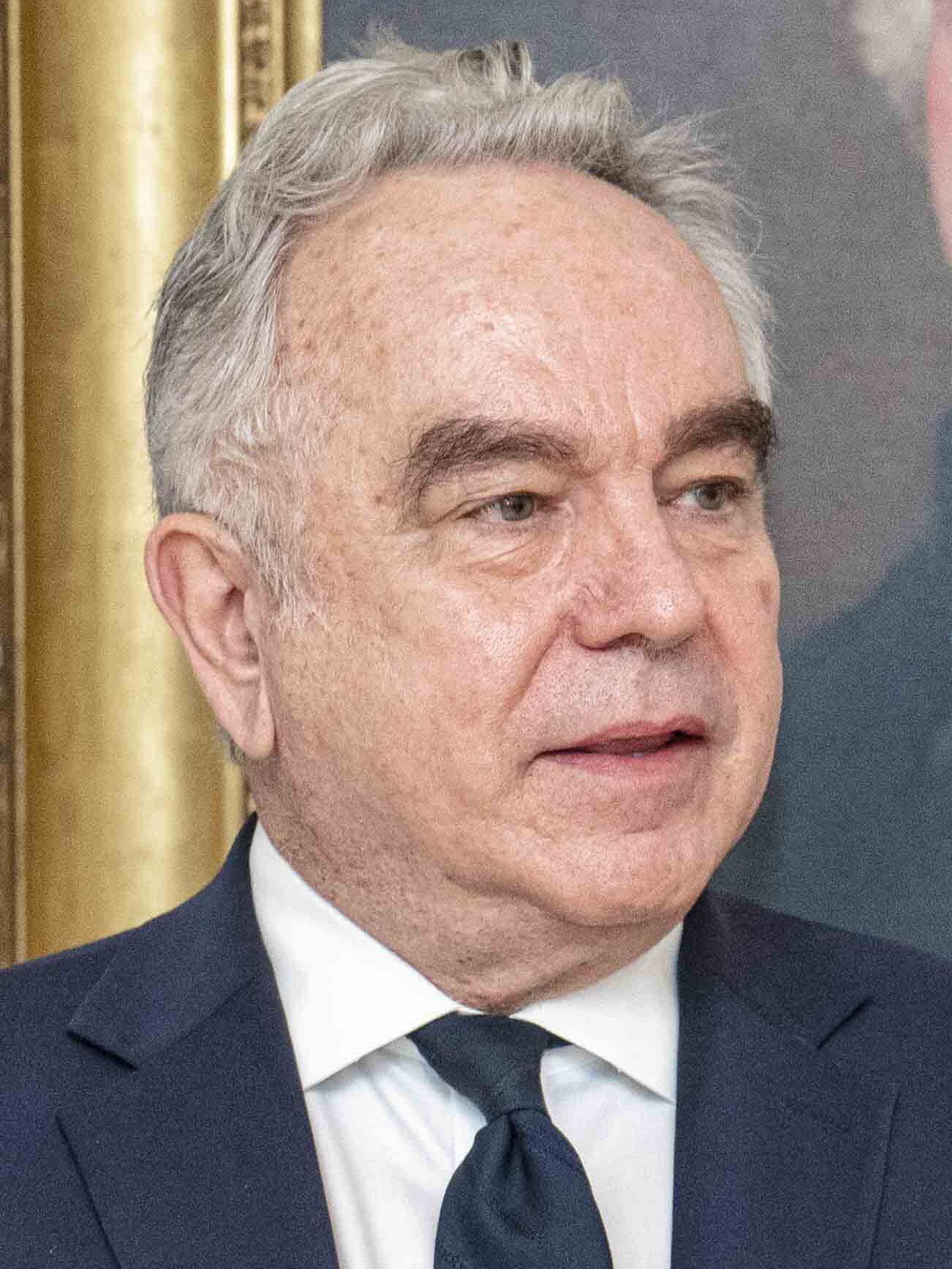
Kurt M. Campbell (2024)

Kurt Michael Campbell AO, CNZM (* 27. August 1957 in Fresno, Kalifornien) ist ein US-amerikanischer Politikwissenschaftler und Regierungsbeamter, der unter anderem von 2009 bis 2013 Assistant Secretary of State for East Asian and Pacific Affairs war. Seit 12. Februar 2024 ist er Deputy Secretary of State.

## Leben
Campbell absolvierte nach dem Schulbesuch ein Studium für Wissenschaftstechnologie und Öffentliche Verwaltung an der University of California, San Diego (UCSD), das er mit einem Bachelor of Arts (B.A. Science Technology and Public Affairs) abschloss. Er studierte ferner Violine und Politische Philosophie an der Staatlichen Universität Jerewan und beendete eine postgraduales Studium im Fach Internationale Beziehungen am Brasenose College der University of Oxford 1985 mit einem Doctor of Philosophy (Ph.D.). Im Anschluss begann er 1985 eine Tätigkeit als Forschungswissenschaftler (Research Fellow) beim Internationalen Sicherheitsprogramm der Harvard University und war dort bis 1987 tätig. 1987 trat er in die US Naval Reserve ein und gehörte dieser bis 1995 als Reserveoffizier an.
1988 nahm er eine Professur für Public Policy an der Harvard Kennedy School – John F. Kennedy School of Government (HKS) der Harvard University an und lehrte dort bis 1993. Daneben war Campbell, der sich auch für den Council on Foreign Relations, das International Institute for Strategic Studies (IISS) sowie die Wasatch Group engagierte, Vize-Direktor des Zentrums für Wissenschaft und internationale Angelegenheiten (Center for Science and International Affairs) der Harvard University. In den folgenden Jahren arbeitete er als Direktor der Aspen Strategy Group des Aspen Institute und Mitglied des Politischen Beratungsausschusses der US-amerikanischen Asien-Gesellschaft. Ferner war er im Stab des Weißen Hauses tätig und dort Wissenschaftlicher Mitarbeiter für das US-Finanzministerium sowie stellvertretender Sonderberater für das zum 1. Januar 1994 gegründete Nordamerikanische Freihandelsabkommen (NAFTA). Zeitweise war er ferner Mitarbeiter des Nationalen Sicherheitsrates USNSC (National Security Council) sowie im US-Verteidigungsministerium stellvertretender Referatsleiter für Asien und den Pazifikraum (Deputy Assistant Secretary of Defense for Asia and the Pacific) und Sonderassistent beim Vereinigten Generalstab JCS (Joint Chiefs of Staff).
Im Jahr 2000 wechselte Campbell an das Center for Strategic and International Studies (CSIS), einer in Washington, D.C. ansässigen unabhängigen Denkfabrik, und war an diesem bis 2007 sowohl Leitender Vizepräsident als auch Direktor des Programms für internationale Sicherheit. 2007 war er neben Michèle Flournoy Mitbegründer der in Washington, D.C. ansässigen Denkfabrik Center for a New American Security (CNAS) und fungierte bis 2009 als deren Chief Executive Officer (CEO).
Als Nachfolger von Christopher R. Hill wurde Campbell am 2. Juni 2009 zum Assistant Secretary of State for East Asian and Pacific Affairs ernannt, wodurch er Leiter des Referats für Ostasien und den Pazifikraum (Bureau of East Asian and Pacific Affairs) war. Dieses Amt übte er bis zum 8. Februar 2013 aus, ehe er am 12. Juli 2013 durch Daniel R. Russel abgelöst wurde. Nach seinem Ausscheiden aus dem Regierungsdienst gründete er im Februar 2013 die Strategieberatungsgesellschaft The Asia Group.
Präsident Joe Biden ernannte ihn kurz nach seiner Amtsübernahme zum Indo-Pacific Coordinator („Koordinator für den Indopazifik“), einer neu geschaffenen Position im United States National Security Council.
Campbell ist verheiratet mit Lael Brainard, die zwischen 2010 und 2013 Unterstaatssekretärin im Finanzministerium für internationale Angelegenheiten (Under Secretary of the Treasury for International Affairs) war. Aus dieser Ehe gingen ein Sohn und zwei Töchter hervor.

## Veröffentlichungen
- Hard Power: The New Politics of National Security, Mitautor Michael E. O’Hanlon, 2006
- Difficult Transitions: Foreign Policy Troubles at the Outset of Presidential Power, Mitautor James Steinberg, 2008
- The Pivot: The Future of American Statecraft in Asia. Twelve, New York 2016, ISBN 978-1-4555-6895-6.